# 帕雷冰川
64°8′S 62°13′W / 64.133°S 62.217°W
帕雷冰川（英語：Paré Glacier），是南極洲的冰川，位於帕默群島的布拉班特島東北部，長13公里、寬1.9公里，最終注入布凱灣，在1953年由阿根廷繪入地圖，以法國的外科醫生命名。